# Iakob Tsurtaveli
Iakob Tsurtaveli (fl. V secolo) è stato un presbitero e scrittore georgiano.

## Biografia
Conosciuto anche come Iakob il prete (Iakob Khutsesi) fu uno scrittore religioso, calligrafo e prete georgiano di Tsurtavi, allora la principale città del Gugark e dell'Iberia meridionale.
Confessore personale della Santa Shushanik, e testimone oculare del suo martirio per opera del suo sposo, il bidaxae (principe) Varsken, ne descrisse la vita nel romanzo agiografico Martirio della santa regina Shushanik, la più antica opera sopravvissuta della letteratura georgiana, scritto tra il 476 ed il 483. Eccettuate scarse informazioni ricavate dalla sua opera, non si conosce niente 
di più sulla sua vita.